# L'imprevisto
L'imprevisto (en francés: L'Imprévu; conocida en español como Lo imprevisto en España y Los secuestradores en Hispanoamérica) es una película de drama criminal franco-italiana de 1960 dirigida por Alberto Lattuada. Formó parte de la selección oficial del Festival Internacional de Cine de San Sebastián 1961, en el que ganó el equivalente actual a la Concha de Plata a la mejor dirección.

## Argumento
Thomas Plemian, profesor de inglés en Meaux (Francia), imparte lecciones particulares a un industrial rico cuya mujer espera a un hijo. Muy ambicioso, el profesor organiza, con ayuda de un alumno, el secuestro del bebé. Pero el plan previsto fracasa, porque la esposa del secuestrador, estéril, se niega a renunciar al hijo.

## Reparto
- Anouk Aimée como Claire Plemian, esposa de Thomas.
- Tomás Milián como Thomas Plemian.
- Raymond Pellegrin como Sérizeilles, un rico industrial.
- Jeanne Valérie como Juliette.
- Philippe Dumat como El conductor.
- Antonella Erspamer como Simone.
- Jacques Morel como Inspector Chattard.
- Guy Tréjan como Viceprefecto.
- Yvette Beaumont como Suzanne.
- Mag-Avril como Una vecina.
- Claude Caroll como Estudiante.
- Giuseppe Porelli
- Albert Dinan
- Charles Bouillaud
- Max Doria